# Africallagma subtile
Africallagma subtile là một loài chuồn chuồn kim thuộc họ Coenagrionidae. Nó được tìm thấy ở Botswana, Cộng hòa Congo, Cộng hòa Dân chủ Congo, Ethiopia, Guinea, Kenya, Malawi, Mozambique, Namibia, Nigeria, Sénégal, Sierra Leone, Tanzania, Uganda, Zambia, Zimbabwe, và có thể Burundi. Các môi trường sống tự nhiên của chúng là rừng khô và ẩm vùng đất thấp nhiệt đới hoặc cận nhiệt đới, dry và xavan ẩm, vùng đất có cây bụi nhiệt đới hoặc cận nhiệt đới, sông có nước theo mùa, đất ngập nước với cây bụi là chủ yếu, đầm nước, và đầm lầy.